# Matthias Körner (Maler)

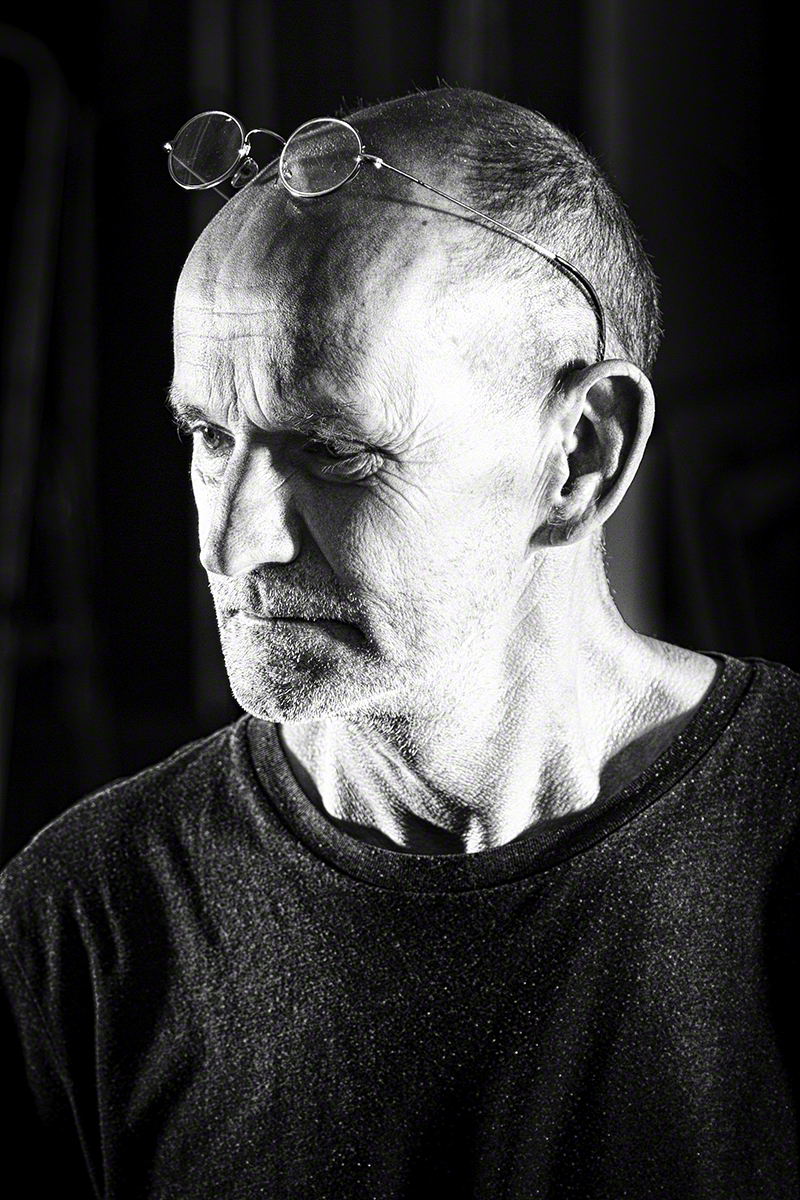
Matthias Körner in 2014

Matthias Körner (* 12. August 1954 in Cottbus) ist ein deutscher Maler, Zeichner, Grafiker und Fotograf.

## Leben
Körner machte im Zeitraum von 1971 bis 1982 Ausbildungen zum Krankenpfleger, Arbeitstherapeuten und Töpfer. Von 1984 bis 1986 absolvierte er private Studien der Malerei, unter anderem bei Rainer Zille. Seit der Wiedervereinigung arbeitet er als freischaffender Künstler und unternahm seit 1993 mehrere Arbeits-, Ausstellungs- und Projektreisen, anfangs vorwiegend in europäische Länder und ab 1996 auch nach Marokko und Uganda. Seit 2000 fotografiert er auch. Nach einem Workshop für Studenten der School of Fine Art der Makerere-Universität in Kampala im Jahr 2000 erhielt er dort 2005 einen Lehrauftrag.
Insbesondere befasst er sich mit der gesundheits- und umweltfreundlichen Radier-/Tiefdrucktechnik Intagliotypie. Körner, der seit 1987 regelmäßig an Ausstellungen beteiligt war, hatte 1990 seine ersten Einzelausstellungen in Guben (Kleine Galerie), in Potsdam (Galerie Trapez) und in seiner Heimatstadt (Galerie Haus 23), gefolgt von weiteren im In- sowie im Ausland.

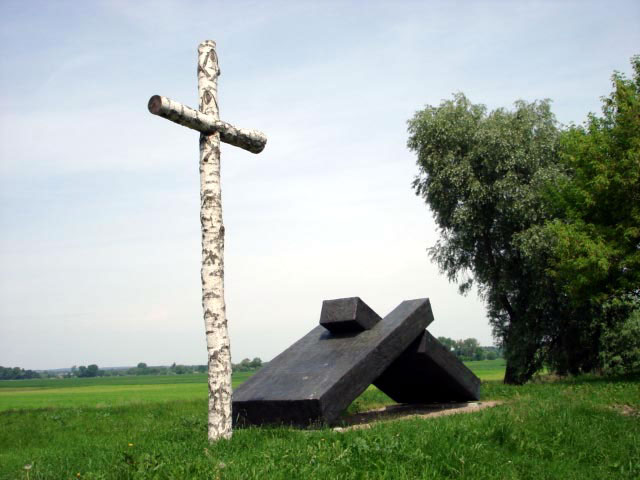
„Flutzeichen“ im Oderbruch (1998)

Realisierte Kunstprojekte im öffentlichen Raum von ihm befinden sich an den Autobahnraststätten Fläming (A 9; seit 1995) und Freienhufen (A 13; seit 1997), an der Fachhochschule Brandenburg (seit 1997), bei Neuküstrinchen-Neuranft im Oderbruch seit dem 15. August 1998 das Oderhochwasserdenkmal „Flutzeichen“, im Foyer der Brandenburgischen Staatskanzlei (seit 2001), im Amtsgericht Lübben (seit 2003) und im Ministerium für Bildung, Jugend und Sport des Landes Brandenburg (MBJS; seit 2006). Arbeiten von ihm befinden sich unter anderem in der Kunstsammlung Neubrandenburg, im Museum Burg Beeskow, in den Sammlungen des MBJS, des Deutschen Konsulats in Krakau, der Commerzbank Berlin und Potsdam, der Sparkassen Finsterwalde und Cottbus, der Lotto Brandenburg, der Landesbank Berlin, der Ugandan German Cultural Society (UGCS) und des Museums von Mazedonien in Skopje.

## Auszeichnungen
- 2009: Brandenburgischer Kunstpreis in der Kategorie „Malerei“
- 2012: Brandenburgischer Kunstpreis in der Kategorie „Grafik“

## Publikationen
- Malerei und Zeichnung. Selbstverlag, Cottbus 1991.
- Malerei und Zeichnung. [Ausstellung 30.11.2004–30.1.2005; Brandenburgische Kunstsammlungen Cottbus; Galerie des Heron-Buchhauses; Sparkasse Spree-Neiße]; erschienen in Perdita von Kraft (Hrsg.): Mit Blick auf 2006 – Kunst aus Cottbus, 2004. ISBN 978-3-928-69684-5